# Лизених
Лизених (нем. Liesenich) — община в Германии, в земле Рейнланд-Пфальц. 
Входит в состав района Кохем-Целль. Подчиняется управлению Целль (Мозель).  Население составляет 304 человека (на 31 декабря 2010 года). Занимает площадь 8,76 км².